# Oranges amères
Pour plus de détails, voir Fiche technique et Distribution.
Oranges amères est un film franco-italien réalisé par Michel Such sorti en 1997.

## Synopsis
La Seconde Guerre mondiale vient de cesser. Angèle est une pied-noir et elle tombe amoureuse de Saïd, un algérien. Cet amour ne va pas vivre en toute tranquillité à cause de la haine qui subsiste et s'intensifie entre leurs deux peuples.

## Fiche technique
- Titre français : Oranges amères
- Titre italien : Arance amare
- Réalisation et scénario : Michel Such
- Production :
  - Coproducteur : Pier Francesco Aiello
  - Producteur exécutif : Lotfi Layouni
  - Producteur délégué : Henri Vart
- Sociétés de production : Blue Dahlia Productions, Canal+, Jugurtha International Productions, Les Films Ariane, Mate Producciones S.A., Mediaset et P.F.A. Films
- Musique originale : Alain Jomy
- Photographie : Michel Cénet
- Montage : Jean-Bernard Bonis
- Décors : Claude Bennys
- Costumes : Anissa B'Diri
- Son : Jean-Paul Loublier et Michel Villain
- durée : 90 minutes
- Pays :  Italie /  France
- Format : couleur
- Date de sortie : 
  - France : 16 avril 1997

## Distribution
- Bruno Todeschini : Paco
- Sabrina Ferilli : Alice
- Clara Bellar : Angèle
- Lilah Dadi : Saïd
- Raoul Billerey : Grand-père Tomani
- Annick Blancheteau : Filomène
- Stéphane Jobert : Sauveur
- André Penvern : Gosset
- Viviane Vaugelade : Marie-Ange
- Vittoria Scognamiglio : Conchita
- Erick Deshors : Bastos (comme Eric Deshors)
- Mohamed Ben Othman : Messaoud
- Heykel Ben Arab : Antoine
- Myriam Bahri : Judith
- Youssef Reguig : Aït Touyaya
- Hélène Catzaras : Hélène